# Sisiku Julius Ayuk Tabe
Pour les articles homonymes, voir Tabe (homonymie).
Sisiku Julius Ayuk Tabe, né le 2 mai 1965 à Kembong, est un leader séparatiste camerounais et ancien premier président de l'Ambazonie non reconnue.

## Biographie

### Naissance et professions
Sisiku Julius Ayuk Tabe naît le 2 mai 1965 à Kembong dans le département de la Manyu, au sud-ouest du Cameroun. Il commence sa carrière professionnelle en tant qu'informaticien dans une entreprise parapublique au Cameroun. Il travaille également comme ingénieur pendant dix ans à la Société nationale d'électricité du Cameroun (Sonel) avant de s'installer au Nigeria en 2006, où il travaille pour le groupe américain Cisco.

### Carrière

#### Président de la république autoproclamée d'Ambazonie
Le 1er octobre 2017, il déclare symboliquement l'« indépendance » des régions anglophones du Cameroun et devient « président » de l'« Ambazonie ». Le 9 novembre 2017, il condamne fermement le meurtre de trois gendarmes et d'un civil à Jakiri et Bamenda, dans la région du Nord-Ouest, qualifiant la situation de « désagréable ». Il condamne également les arrestations arbitraires et les tirs des forces de l'ordre, insistant sur le fait qu'une solution pacifique est la seule façon de sortir de cette impasse. Il accuse également le ministre délégué à la Défense d'avoir donné l'ordre aux forces de l'ordre et aux soldats de tirer à balles réelles sur les manifestants dans les régions anglophones. Il estime que « l'Ambazonie a enregistré 122 morts, 150 personnes disparues, 1 894 personnes blessées par balles ou torturées, et au moins 16 000 personnes déplacées ». Il rapporte que près de 40 000 réfugiés camerounais ont été enregistrés dans l'État de Cross River, au Nigeria. Sisiku Julius Ayuk Tabe conclut en déclarant : « Une telle cohésion est une condition préalable à la réalisation des aspirations du peuple d’Ambazonia et à la prospérité de la nation ».

## Affaire judiciaire

### Procès et condamnation
Début janvier 2018, Sisiku Julius Ayuk Tabe et neuf autres leaders séparatistes sont arrêtés à Abuja, au Nigeria. Le 29 janvier 2018, il est extradé à Yaoundé, au Cameroun avec 46 de ses partisans. Le 1er novembre 2018, Sisiku Julius Ayuk Tabe est aperçu en public pour la première fois depuis son arrestation. Il est en compagnie de neuf autres activistes, à Yaoundé, pour une audience consacrée à l'examen de leur demande de mise en liberté. À la sortie de la salle d'audience, où leur demande de libération est examinée à huis clos, les dix militants rejoignent un bus de la gendarmerie, saluant leurs proches, tenus à l'écart. Le 15 novembre 2018, Sisiku Julius Ayuk Tabe et neuf autres militants séparatistes comparaissent devant la Cour d'appel de la région du Centre à Yaoundé. La juridiction rejette leur demande de mise en liberté provisoire.
Le 10 janvier 2019, Sisiku Julius Ayuk Tabe nie sa nationalité camerounaise devant le tribunal, en affirmant : « Je ne suis pas Camerounais, je suis un citoyen de l’ancien Southern Cameroons britannique, également connu sous le nom d’ “Ambazonie” ». Ses neuf co-accusés lui emboîtent le pas. L'audience est reportée au 7 février 2019. Le 8 avril 2019, Sisiku Julius Ayuk Tabe et ses coaccusés refusent de comparaître à leur procès. Le 20 août 2019, le tribunal militaire de Yaoundé condamne Sisiku Julius Ayuk Tabe et neuf de ses partisans à la prison à vie, pour terrorisme et sécession. Ils sont également condamnés conjointement à verser des dommages et intérêts de 250 milliards de francs CFA à l'État du Cameroun.